# Emilie Marie Zanini
Emilie Marie Zanini, Pseudonym Emmy (* 14. September 1808 in Wien als Emilia Maria Anna Cecilia Zanini; † 25. März 1831 ebenda) war eine österreichische Schriftstellerin.

## Leben
Zanini war die Tochter eines Beamten der Wiener Stadthauptmannschaft. Sie erhielt eine einfache Schulbildung, ergänzt um Französischunterricht. Weil ihr Vater jedoch „jene Verbildung des Geistes und Herzens, welche bei empfänglichen Gemüthern durch Uebermaß der Lektüre entstehen kann“ befürchtete, soll es ihr erst spät erlaubt gewesen sein, schöngeistige Literatur zu lesen. Insbesondere die Werke von Klopstock und Ramler sowie „mit einiger Ausnahme“ jene von Schiller, Goethe, Tiedge und Wieland sollen sie geprägt haben.
Bereits im Alter von zehn Jahren soll sie Gedichte verfasst haben, mit 16 Jahren veröffentlichte sie ihr erstes Gedicht Gunilde in der Wiener Theaterzeitung. Zanini soll sich „des fördernden Rathes“ von Anton Joseph Stein, Johann Gabriel Seidl und Ignaz Franz Castelli erfreut haben.
Sie starb bereits mit 22 Jahren an einer Lungenkrankheit. Die Novellensammlung Märzveilchen wurde postum erst einige Jahre nach ihrem Tod herausgegeben.

## Werk
Zanini verfasste Gedichte und Novellen. Zeitgenössische Beschreibungen lobten die „Einfachheit, Reinheit und Anspruchslosigkeit ihrer Dichtungen“, die „ohne Vorbereitung und Bestimmung“ verfasst worden seien. Betont werden ihre scheinbar weiblichen Tugenden: Als „schüchterne Dichterin“, die „für den stillen, häuslichen Kreis herangebildet“ wurde, soll ihre Literatur „jungfräuliche Zartheit“ und Natürlichkeit zeigen. Ihr Werk wird dabei der „Unnatur, die der [sonstigen] weiblichen und überdies der jungen Literatur so gern ankleb[e]“, gegenübergestellt.
Einige ihrer Gedichte wurden später von Conradin Kreutzer vertont.

## Werke
- Gunilde. Romantische Ballade nach einer nordischen Volkssage. Wien 1825.
  - Teil 1. In: Wiener Theaterzeitung, 5. Mai 1825, S. 225 (online bei ANNO).
  - Teil 2. In: Wiener Theaterzeitung, 7. Mai 1825, S. 229 f. (online bei ANNO).
  - Teil 3. In: Wiener Theaterzeitung, 10. Mai 1825, S. 233 (online bei ANNO).
  - Teil 4. In: Wiener Theaterzeitung, 12. Mai 1825, S. 237 f. (online bei ANNO).
- Märzveilchen. Eine Sammlung von Novellen, etc. etc. Tendler, Wien 1834. (Volltext in der Google-Buchsuche)